# Slagalica strave V
Slagalica strave V je američki horor iz 2008. godine, peti iz serijala Slagalica strave. Premijera filma bila je 23. listopada 2008. u Australiji, dok je u Sjedinjenim Državama, Kanadi i Ujedinjenom Kraljevstvu pušten 24. listopada 2008. godine. Film je režirao David Hackl, što je promjena u odnosu na tri prošla filma koja je režirao Darren Lynn Bousman. Hackl je bio produkcijski dizajner Slagalica strave II, III i IV, te second-unit redatelj Slagalice strave III i IV.

## Radnja
Seth Baxter, osuđeni ubojica koji je zbog tehnikalnosti pušten prijevremeno iz zatvora, leži na stolu koji je pozicioniran ispod klatna. On vrišti i paničari, no uskoro se upali televizor koji se nalazio iznad stola. Lutak Billy mu presnese poruku da ima 60 sekundi da preživi, a jedini način da to napravi je da zdrobi svoje ruke u drobilicama koje se nalaze sa strane stola. Seth se ispočetka dvoumi, no kasnije ipak odluči to učiniti i zdrobi ruke, no ne biva oslobođen, te ga, kao rezultat toga, klatno prepolovi. Činjenica da je zamka bila neizbježna govori nam kako ju nije konstruirao zloglasni Jigsaw.
Sljedeća nas scena vraća u Slagalicu strave IV, te tako vidimo agenta Strahma kako ulazi u sobu, gdje se nalaze trupla Amande Young, Lynn Denlon i Jigsawa, i ubija Jeffa Reinharta u samoobrani. Dok pregledava Jigsawovo truplo, Mark Hoffman, koji je bio u susjednoj prostoriji, zaključava vrata prostorije u kojoj je bio agent Strahm i isključuje svjetla. Uskoro Strahm otkriva mikrokasetu i skrivena vrata. Glas na kaseti mu govori da ne ide kroz ta vrata ako želi preživjeti, no Strahm ga ne sluša i krene. Dok prolazi mračnim hodnikom napadne ga netko u svinjskoj masci. Uskoro dolazi pri svijesti i otkriva kako mu je glava zarobljena u maloj, prozirnoj plasitčnoj kutiji u koju vode dvije cijevi povezane s kanistrima vode. Uskoro se u kutiju počinje ulijevati voda. Strahm pokušava razbiti kutiju, no kada ne uspije, izvadi olovku iz džepa i probije si vrat (traheotomija) kako bi mogao disati dok ga policija ne spasi. Sljedeća scena prikazuje poručnika Hoffmana kako s policajcima izlazi iz tvornice noseći Corbett, Jeffovu kći, u naručju. Iako specijalcima kaže kako su oni jedini preživjeli, ovi uskoro pronalaze Strahma i odvode ga u bolnicu, što šokira Hoffmana.
Jill Tuck, Jigsawova bivša supruga, dobiva poziv od njegovog odvjetnika koji joj kaže kako joj je Jigsaw nešto ostavio. Kada dođe u njegov ured dobije crnu kutiju, te joj odvjetnik pusti kasetu s nasnimljenom porukom. U poruci joj John poručuje kako je predmet što joj je ostavio od krucijalne važnosti, te kako će ona znati što treba činiti s njim. Jill tada proviri unutra, ali brzo zatvori kutiju i krene prema izlazu. Kada ju odvjetnik pita može li mu reći što je u kutiji, ona odgovori da ne može i nervozno ode. U međuvremenu, načelnik policije saziva konferenciju za novinare. Na konferenciji objavljuje kako je slučaj Jigsaw završen i kako je poručnik Hoffman unaprijeđen zbog ustrajanosti u rješavanju slučaja. Hoffman održi govor. 
Agent Strahm je u bolnici i počinje sumnjati u Hoffmaovu nevinost nakon što saznaje da je agentica Perez prije smrti spomenula njegovo ime. Iako želi nastaviti slučaj, načelnik Erickson mu govori kako je slučaj završen. Strahm tada samostalno prikuplja sve podatke o Jigsawu i počinje istraživati neka mjesta zločina. Uskoro poveže sve činjenice: Hoffman je iskonstruirao bezizlaznu zamku s klatnom kako bi ubio Setha (koji je prije ubio njegosu sestru) i naknadno je prišio Jigsawu. Ovaj je tada oteo Hoffmana i ucijenio ga da postane njegov nasljednik.
U međuvremenu, Ashley, Charles, Brit, Mallick i Luba se bude u kanalizaciji. Vratovi su im opasani ogrlicom koja je čvrstom žicom povezana s oštricama giljotine. Na drugom kraju sobe nalaze se stalkene kutije s ključevima koji mogu otključati ogrlicu. Billy im u poruci govori kako će u određenom vremenu morati osloboditi sebe od ogrlice i pobjeći u sljedeću prostoriju, inače će eksplodirati bomba i sve ih raznijeti. Ujedno im naglašava kako će, ako žele svi žele preživjeti, morati raditi kao tim. Nakon početnog "upoznavanja" krenu po ključeve, no žica je toliko čvrsta da stvara snažnu protusilu koja im ne dozvoljava da tako lako dođu do ključa. Na kraju zadatka, jedino Ashley nije uspjela otključati ogrlicu te joj je, kao rezultat toga, odsječena glava. Preživjeli "igrači" odlaze u sljedeću prostoriju gdje ih čeka sljedeći zadatak.
Sljedeća soba sadrži isti princip po pitanju vremena, ali je zadatak drugačiji. Na stropu prostorije visi nekoliko staklenki, no samo u 3 od njih nalazi se ključ koji otključava 3 skloništa koje će "igrače" zaštiti od eksplozije bombe. Charles, koji se pokazao kao najdominantniji, preuzima inicijativu i ppočinje razbijati staklenke. No, Mallick se domogne jednog ključa, zajedno s Lubom i Brit, ali mu ga Charles nasilno uzima tako što ga udari šipkom s leđa. Baš kada Charls planira iskoristiti ključ, Luba ga udara istom tom šipkom i uzima mu ključ kojeg daje Mallicku. Njih se troje povuku u skrovišta, a Charles postaje žrtva eksplozije bombe. Treća soba donosi im novi zadatak. U sredini se nalazi kada puna vode prema kojoj vode električni vodiči spojeni na izvor struje. Vrata te sobe će se otvoriti samo ako kroz svaki od 5 vodiča prođe struja, što je moguće jedino ako se vodiči spoje s vodom, ali oni samu su prekratki da bi došli do kade, zbog čega trebaju dodatan vodič, a to su "igrači". Luba pokuša iskoristiti Mallicka kao vodiča, ali ju Brit tada ubode u vrat i ona umire. Brit i Mallick tada ubace Lubu u kadu i iskoriste nju kao vodič, te tako uspiju otvoriti vrata.
Četvrta, i posljednja, zamka je ujedno i najfatalnija. "Igrači" su morali napuniti laboratorijsku čašu s 10 piniti vlastite krvi. Menzura se nalazila u staklenoj konstrukciji koja je sadržavala 5 otvora za ruke u kojima su se nalazile kružne pile. Brit tada shvati značenje Billyjeve poruke o timskom radu. Njih 5, kojima je zajednička poveznica bila upletenost u nedavni požar koji je ubio 8 ljudi (na ovaj ili onaj način), su svi trebali preživjeti kako bi uspješno i bez većih poteškoća riješili i ovaj zadnji zadatak. Zaključila je kako su ključevi za ogrlice u prvom zadatku bili jednaki, te da je jedan mogao osloboditi sve. Skrovišta u drugom zadatku bila su dovoljno prostrana i za dvije osobe, a u trećem zadatku su njih 5 trebali biti vodiči i time bi svaki od njih doživio blaži udar, a ne jedan veliki. I na kraju bi, u posljednjem zadatku, svatko od njih morao dati malo svoje krvi i čaša bi se napunila. Nakon što shvate kako im je to jedina opcija, Brit i Mallick stavljaju svoje ruke u otvore i počinju puniti čašu. 
U međuvremenu, Hoffman je otkrio da ga Strahm proučava, te mu je ukrao mobitel i stavio ga u sobu za nadgledanje "igre". To je napravio s ciljem navođenja Strahmovog šefa, Dana Ericksona, na to da je Strahm zapravo Jigsawov nasljednik. U tu sobu, koja je zapravo bila izlaz iz čatvrte sobe, stavio je i Ericksonov osobni dosje. Nakon što ga nije uspio dobiti preko mobitela, Erickson je koristio GPS da ga locira, te je otišao u sobu. Mallick i Brit su, s velikim gubitcima krvi, uspjeli napuniti čašu i vrata su se otvorila. Erickson u tu sobu dolazi upravo kada Brit, koja je jedva pri svijesti, dopuže u nju. On odmah poziva hitnu pomoć kako bi pomogao Brit i Mallicku, te shvaća, doduše krivo, da Strahm zaista je Jigsawov nasljednik. Shodno s time, izdaje nalog za Strahmovo uhićenje.
Radnja se ponovo vraća k Strahmu, čija ga istraga dovodi do male podzemne sobe u čijem se središtu nalazi velika kutija puna razbijenog stalka. Strahm je siguran kako je Hoffman tu. Proučavajući kutiju pronalazi mikrokasetu s porukom koju je, po prvi put s pravim glasom, snimio Hoffman. Hoffman mu je rekao da će, ako želi preživjeti, morati vjerovati njegovim riječima i ući u kutiju. Strahm, kao i na početku, filma ne vjeruje Hoffmanu, prekida i odlaže mikrokasetu i napadne Hoffmana, koji je u tom trenutku ušao u sobu. Njih se dvojica sukobljavaju i Strahm uspije savladati Hoffmana i gurnuti ga u kutiju. Misleći da je pobijedio, Strahm počinje likovati, no Hoffman, koji se smije iz kutije, uputi ga da posluša kasetu do kraja. U ustom su se trenutku zaključala vrata prostorije i vrata kutije u kojoj je bio Hoffman. Strahm upali snimač i čuje ostatak poruke. Hoffman mu govori kako će, ako ne posluša njegov savjet, umrijeti u ovoj sobi, a Jigsawovo djelo će biti pripisano njemu. Kutija se tada počinje spuštati u jedan otvor u zemlji, a zidovi se počinju približavati jedni drugom. Strahm nagovara Hoffmana da otvori kutiju, čak ju i nekoliko puta propuca, no bez uspjeha. Tada pokušava vlastitim rukama zadržati teške metalne zidove, no ni to mu ne uspije. Njegove posljednje riječi, prije nego što su ga zidovi potpuno zdrobili, bile su "Ja znam!", a upućene Hoffmanu i njegovom tajnom identitetu. Film završava scenom u kojoj Strahm biva zdrobljen, a Hoffman spašen u kutiji koja se spustila u otvor koji se nalazio ispod poda, time zapravo izvan dosega zidova.

## Uloge
| Glumac          | Uloga                  |
| --------------- | ---------------------- |
| Tobin Bell      | John Kramer / Jigsaw   |
| Costas Mandylor | Detektiv Mark Hoffman  |
| Scott Patterson | Agent Peter Strahm     |
| Betsy Russell   | Jill Tuck              |
| Julie Benz      | Brit                   |
| Greg Bryk       | Mallick                |
| Meagan Good     | Luba                   |
| Mark Rolston    | Dan Erickson           |
| Carlo Rota      | Charles                |
| Laura Gordon    | Ashley                 |
| Joris Jarsky    | Seth Baxter            |
| Mike Butters    | Paul Leahy             |
| Mike Realba     | Detektiv Fisk          |
| Lyriq Bent      | Poručnik Daniel Rigg   |
| Athena Karkanis | Agentica Lindsay Perez |
| Justin Louis    | Art Blank              |
| Donnie Wahlberg | Detektiv Eric Matthews |
| Danny Glover    | Detektiv David Tapp    |
| Shawnee Smith   | Amanda Young           |
| Bahar Soomekh   | Lynn Denlon            |
| Niamh Wilson    | Corbett Reinhart       |
| Angus Macfadyen | Jeff Reinhart          |
| Tony Nappo      | Gus Colyard            |
| Tim Burd        | Obi Tate               |
| Sarah Power     | Angelina Acomb         |

## Reakcija
Kao i većina filmova iz serijala, i Slagalica strave V je dobila dosta loše kritike. Stranica Rotten Tomatoes dala je filmu ocjenu od 15%, dok je stranica Metacritic dala ocjenu 19/100, temeljenu na 12 recenzija.
Elizabeth Weizman je za New York Daily News napisala kako je nedostatak Bellovog lika jako naštetio filmu:
Sličnu kritiku uputio je i Sam Adams u časopisu Los Angeles Times.
No, film je dobio i pozitivne kritike. Britanska stranica Digital Spy dala je filmu ocjednu 3/5, hvaleći glumu, režiju i kinematografiju, naglašavajući kako će film imati više smisla onima koji su upoznati s prethodnim nastavcima. IGN je također dao ocjenu 3/5 komentirajući kako film ima puno jednostavniju i jasniju priču, te da jako dobro objašnjava sva neodgovorena pitanja iz prijašnjih nastavaka. Film su također pohvaili zbog zamki koje su u njemu korištene, tvrdeći kako su najinovativnije do sada.

## Uspjeh na blagajnama
Tijekom svog prvog vikenda, Slagalica strave V je inkasirala oko 30,000,000 dolara u 3,060 kina diljem SAD-a i Kanade, te je tako došla na drugo mjesto box officea, iza filma High School Musical 3. S prikazivanjem je završila 2. prosinca 2008., te je tada ukupni iznos dobiven prodajom ulaznica iznosio $56,670,155 u SAD-u, te $47,685,615 u ostatku svijeta, što je ukupno dalo profit od $113,030,545. Kao nastavk s najvećim budžetom i najmanjom zaradom, Slagalica strave V je bila financijski najneuspješniji nastavak serijala, no unatoč tome se smatra uspješnicom jer je uspjela donijeti profit deseterostruko veći od izvornog budžeta. Ovaj je nastavak, uz prvi, jedini koji nije zauzeo prvo mjesto na box officeu.

## Vanjske poveznice
- Službena stranica  Arhivirana inačica izvorne stranice od 13. lipnja 2013. (Wayback Machine)

Slagalica strave V u internetskoj bazi filmova IMDb-a
- Slagalica strave V na Rotten Tomatoes
- Slagalica strave V na Box Office Mojo